# Colopisthus ronrico
Colopisthus ronrico es una especie de crustáceo isópodo marino intermareal de la familia Cirolanidae.

## Distribución geográfica
Es endémica de Puerto Rico.

## Tipos
- Colopisthus canna
- Colopisthus cavalier
- Colopisthus parvus
- Colopisthus ronrico